# Etindiolo
L'Etindiolo o acetilendiolo è il diolo dell'acetilene di formula HO-C≡C-OH. È un composto gassoso instabile che si trasforma per tautomerizzazione in gliossale H(CO)2H. La molecola è l'unico indiolo strutturalmente possibile.

## Storia
La molecola dell'etindiolo venne ottenuta per la prima volta da Johan K. Telrow nel 1986 sotto forma di ione positivo durante l'analisi dell'acido squarico effettuate con uno spettrometro di massa.
La molecola neutra venne sintetizzata nove anni più tardi da Günther Maier tramite fotolisi dell'acido squarico in una matrice isolante di argon solido a 10 K.

## Sali
Come tutti gli alcoli, l'etindiolo può formare dei sali alcossidi detti acetilendiolati o etindiolati di formula generica M+(O-C≡C-O)2-M+ o M2+(O-C≡C-O)2-.
Solitamente però questi sali vengono sintetizzati tramite riduzione del monossido di carbonio: l'etindiolato di potassio venne sintetizzato nel 1834 da Liebig facendo reagire direttamente il monossido di carbonio con il potassio metallico:
{\displaystyle {\ce {2CO + 2K -> K2C2O2}}}
All'epoca però si credeva che il composto fosse potassio carbonile (KCO) fino a quando non vennero descritti 130 anni più tardi l'etindiolato di sodio Na2C2O2 (Johannis, 1893), l'etindiolato di bario BaC2O2 (Gunz e Mentrel, 1903), l'etindiolato di stronzio (Roederer, 1906) e di litio, rubidio e cesio (Pearson, 1933).
La struttura di questi sali venne però definita solo nel 1963 da Werner Büchner ed E. Weiss.
Gli acetilendiolati possono venir preparati anche facendo reagire il monossido di carbonio con i corrispondenti metalli in ammoniaca liquida, a bassa temperatura.

I sali dell'acetilendiolo reagiscono violentemente con l'ossigeno dell'aria, l'acqua, agli alogeni, gli alogenuri, gli alcoli e qualsiasi sostanza con proprietà acide.

## Complessi
Lo ione etindiolato (O-C≡C-O)2- può formare complessi come  [TaH(HOC≡COH)(dmpe)2Cl]+Cl− (dmpe = bis(1,2-dimetilfosfin)etano).
Sono conosciuti altri composti di coordinazione contenenti lo ione etindiolato, anche se non direttamente derivanti dall'etindiolo. Un esempio è il diisopropossietino (CH3)2HC-O-C≡C-O-CH(CH3)2 e il di(tert-butossi)etino (CH3)3C-O-C≡C-O-C(CH3)3.
L'etindiolato assieme ad altri cationi come il deltato (C3O32-) e lo squarato (C4O42-) vengono ottenuti per rimozione di gruppo CO dai composti di coordinazione in cui sono contenuti.